# Шольц, Дитер
Дитер Шольц (нем. Dieter Scholz) — восточно-германский дзюдоист, 5-кратный чемпион ГДР (1967, 1969—1971, 1973), победитель и призёр международных турниров, серебряный (1969, Остенде) и бронзовый (1970, Восточный Берлин) призёр чемпионатов Европы, бронзовый призёр командного чемпионата Европы 1966 года. Выступал в лёгкой весовой категории (до 63 кг).